# SCANDAL SHOW
《SCANDAL SHOW》是SCANDAL的首張精選輯，於2012年3月7日由Epic Records Japan Inc.發售。

## 收錄曲
1. HARUKAZE [4:35]
2. 少女S [3:11]
3. DOLL [3:24]
4. BEAUTeen!! [3:40]
5. 太陽與你所描繪的STORY [3:57]
6. LOVE SURVIVE [3:39]
7. Pride [4:30]
8. Switch（スイッチ） [4:03]
9. 傷感瞬間 [3:44]
10. 遙遠 [5:05]
11. 踢飛醜聞 [3:25]
12. EVERYBODY SAY YEAH! [3:44]
13. カゲロウ -album mix- [4:25]
14. SAKURA再見 [3:59]
15. SCANDAL BABY [5:05]
16. SCANDAL的主題曲（SCANDALのテーマ） [1:36]
作詞：SCANDAL、MASTERWORKS　作曲：MASTERWORKS　編曲：SCANDAL
為本專輯首次收錄迷你曲目。

## 外部連結
- 索尼音樂介紹網頁
  - 完全生産限定盤（页面存档备份，存于）
  - 初回生産限定盤（页面存档备份，存于）
  - 通常盤（页面存档备份，存于）